# Chorizagrotis montanus
Chorizagrotis montanus là một loài bướm đêm trong họ Noctuidae.